# Riberas de Lea
Riberas de Lea (llamada oficialmente San Xoán de Ribeiras de Lea) es una parroquia española del municipio de Castro de Rey, en la provincia de Lugo, Galicia.

## Organización territorial
La parroquia está formada por once entidades de población, constando ocho de ellas en el nomenclátor del Instituto Nacional de Estadística español:
- A Ribeira
- As Areeiras
- A Silvosa
- A Torre
- Castrillón
- Castro de Ribeiras de Lea
- O Agriño
- O Chairo
- O Muíño
- Os Campos
- Portalodoso

## Demografía
| Gráfica de evolución demográfica de Riberas de Lea entre 2000 y 2019 |
|                                                                      |
| Datos según el nomenclátor publicado por el INE.                     |